# Ŕ̥
Ŕ̥ (minuscule : ŕ̥), appelé R accent aigu rond souscrit, est une lettre latine utilisée dans la transcription du sanskrit védique.
Il s’agit de la lettre R diacritée d’un accent aigu et d’un rond souscrit.

## Utilisation
Dans la romanisation du sanskrit védique, ‹ ŕ̥ › représente une r̥ élevée (accentuation védique). Dans la romanisation ISO 15919, l’accent aigu représente l’accent védique udatta.

## Représentations informatiques
Le R accent aigu rond souscrit peut être représenté avec les caractères Unicode suivants : 
- composé et normalisé NFC (latin étendu A, diacritiques) :

| formes    | représentations | chaînes de caractères | points de code | descriptions                                                    |
| --------- | --------------- | --------------------- | -------------- | --------------------------------------------------------------- |
| majuscule | Ŕ̥               | Ŕ◌̥                    | U+0154 U+0325  | lettre majuscule latine r accent aigu diacritique rond souscrit |
| minuscule | ŕ̥               | ŕ◌̥                    | U+0155 U+0325  | lettre minuscule latine r accent aigu diacritique rond souscrit |

- décomposé et normalisé NFD (latin de base, diacritiques) :

| formes    | représentations | chaînes de caractères | points de code       | descriptions                                                                |
| --------- | --------------- | --------------------- | -------------------- | --------------------------------------------------------------------------- |
| majuscule | Ŕ̥               | R◌̥◌́                   | U+0052 U+0325 U+0301 | lettre majuscule latine r diacritique rond souscrit diacritique accent aigu |
| minuscule | ŕ̥               | r◌̥◌́                   | U+0072 U+0325 U+0301 | lettre minuscule latine r diacritique rond souscrit diacritique accent aigu |

## Sources
- (en) ISO 15919:2001 Information and documentation — Transliteration of Devanagari and related Indic scripts into Latin characters (lire en ligne)
- (ja) « 音素表 », sur 松浦高志のWikiページ